# 2 cm Flakvierling 38
2 cm Flakvierling 38 – niemieckie, poczwórnie sprzężone, holowane działo przeciwlotnicze kalibru 20 mm.
W 1930 roku do uzbrojenia armii niemieckiej trafiła armata przeciwlotnicza 2 cm FlaK 30. W 1940 roku do uzbrojenia wprowadzono udoskonaloną wersję tej broni, oznaczoną jako FlaK 38, cechującą się większą niezawodnością i szybkostrzelnością. Doświadczenia bojowe wykazały, że pożądane byłoby dalsze zwiększenie szybkostrzelności broni przeciwlotniczej kalibru 20 mm. Osiągnięto to w dziale, które otrzymało desygnatę 2 cm Flakvierling 38. Łączyło ono cztery armaty automatyczne (identyczne jak w FlaK 38) z nowo opracowanym łożem. Nowe działo, poza wersją holowaną, było także używane jako uzbrojenie dział samobieżnych Sd.Kfz. 7/1, Möbelwagen (tylko prototyp) i Wirbelwind oraz jako uzbrojenie pociągów pancernych typów BP-42 i BP-44 (Panzertriebwagen 16) i armata morska.